# Vibo Valentia (província)
A província de Vibo Valentia é uma província italiana da região da Calábria com cerca de 171 952 habitantes, densidade de 151 hab/km². Está dividida em 50 comunas, sendo a capital Vibo Valentia.
Faz fronteira a nordeste com a província de Catanzaro, a sul com a província de Reggio Calabria e a oeste e noroeste com o Mar Tirreno.

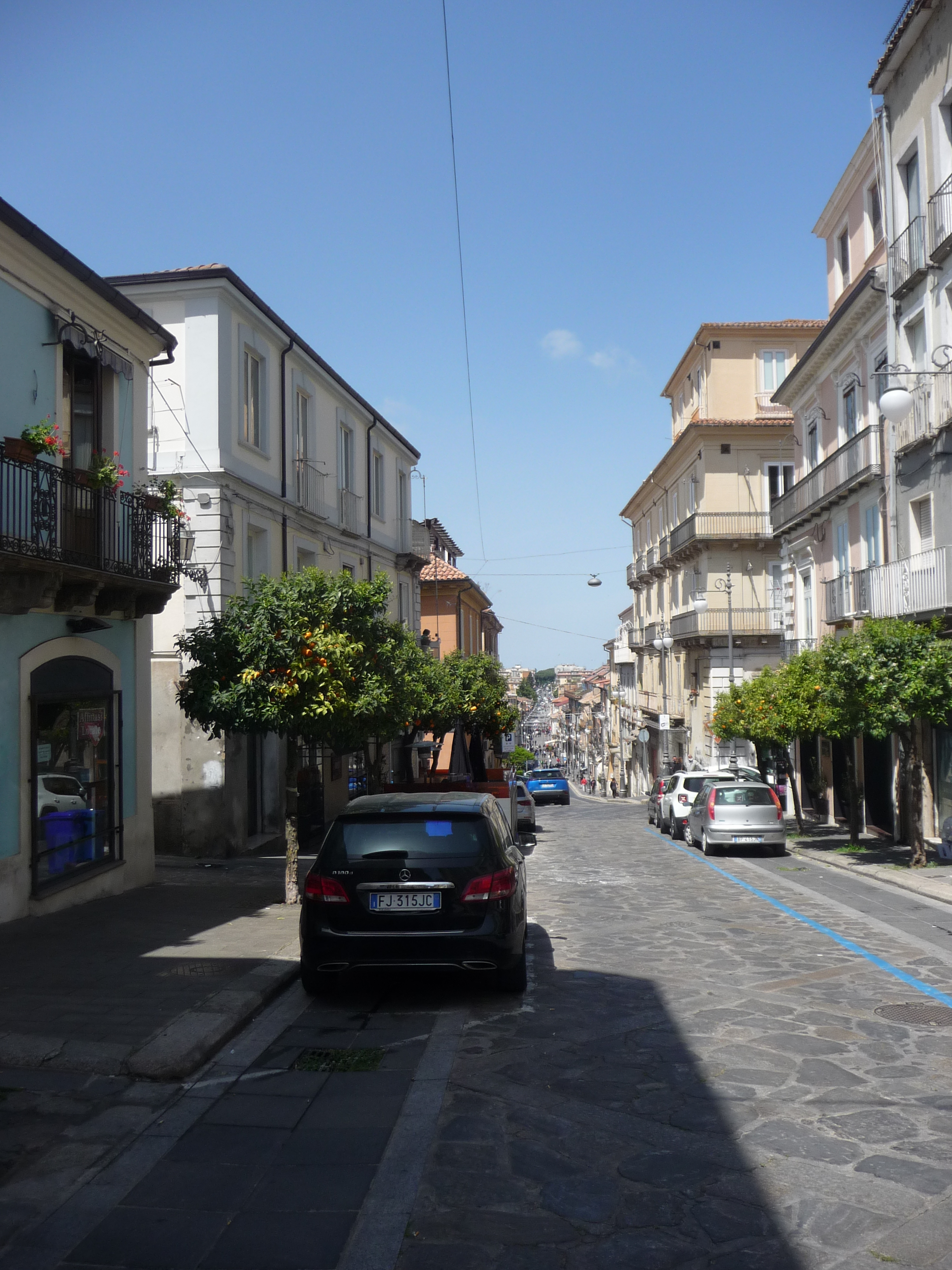
Vibo Valentia Wikigita Calabria